# Holochlamys
Holochlamys — рід квіткових рослин родини кліщинцевих (Araceae). Holochlamys beccarii — єдиний вид роду Holochlamys. Він походить з Нової Гвінеї та архіпелагу Бісмарка й росте в мулі поблизу низинних струмків або скелястих русел струмків на високих висотах.
Вид переважно реофітний і тісно пов’язаний з родом Spathiphyllum. Holochlamys дуже нагадує Spathiphyllum. Однак, суцвіття швидко загниває після цвітіння, чого не відбувається у Spathiphyllum. Суцвіття з’являється під листям і має білу піхву. У плодах  дуже дрібне насіння. Листя може сильно відрізнятися за розміром, але воно має тенденцію бути овальними або ланцетними.